# Heinz Malangré
Heinrich (Heinz) Malangré (* 25. Juli 1930 in Aachen; † 12. September 2017 ebenda) war ein deutscher Manager und Verleger.

## Familie
Heinz Malangré entstammte der ursprünglich wallonischen Familie Malangré. Sein Urgroßvater, Augustin Josef Malangré (* 1829 in Haine-Saint-Pierre; † 1876 in Stolberg), war Maschinenmeister und Unternehmer in der Stolberger Glasindustrie. Sein Bruder war der ehemalige Aachener Oberbürgermeister Kurt Malangré.
Malangré war seit 1955 mit Thesi Wolf verheiratet. Der Ehe entstammen vier Töchter, darunter die Musicalsängerin Nicole Malangré und Susanne Malangré, die den Politiker Armin Laschet heiratete. Heinz Malangré starb im September 2017 im Alter von 87 Jahren in Aachen.

## Leben
Malangré studierte nach seinem Abitur am Aachener Kaiser-Karls-Gymnasium an den Universitäten Köln und Bonn Jura und Betriebswirtschaft. Nach seinem juristischen Staatsexamen arbeitete er zunächst als Wirtschaftsprüfer und wurde 1956 in Bonn bei Hellmuth von Weber mit seiner Dissertation Die Strafen der Aachener Gerichte in Reichsstädtischer Zeit zum Dr. iur. promoviert.
Bereits seit 1954 war er für die Vereinigten Glaswerke (VEGLA) tätig und war später Direktor der Vereinigten Glaswerke in Aachen (der deutschen Gruppe der Compagnie de Saint-Gobain). Nach verschiedenen Funktionen in der Saint-Gobain Glass Deutschland wurde er dort schließlich Geschäftsführer, Finanzdirektor und Direktor für Wirtschaftspolitik. 1984 verließ er Saint-Gobain, um geschäftsführender Gesellschafter des katholischen Einhard-Verlags in Aachen zu werden.
Neben seinen beruflichen Verpflichtungen übernahm Malangré zahlreiche öffentliche Ehrenämter. So war er unter anderem von 1981 bis 1997 Präsident der Industrie- und Handelskammer Aachen und Vorstandsmitglied des Deutschen Industrie- und Handelskammertag DIHT sowie Präsident der Vereinigung der Industrie- und Handelskammern in Nordrhein-Westfalen. Er war Präsident der Deutsch-Belgisch-Luxemburgischen Handelskammer, des Bundesverbandes der Deutschen Glasindustrie sowie Vorsitzender und später Ehrenvorsitzender des Verwaltungsrates von TÜV Rheinland. Er war Aufsichtsratsmitglied der Stadtsparkasse Aachen.
Darüber hinaus trat Heinz Malangré als Verleger sowie als Autor mehrerer Bücher in Erscheinung, die vor allem lokalhistorische Themen behandeln und seine Lebenserinnerungen verarbeiten. Malangrés Leidenschaft für Literatur führte auch dazu, dass er im Jahr 1987 zu den Mitbegründern des gemeinnützigen Vereins Ars Scribendi gehörte, der die Literatur- und Schriftkunst fördert und zu den größten Kalligrafie-Vereinigungen in Deutschland zählt.
Als gläubiger Katholik übernahm Malangré auch verschiedene Ehrenämter in der Diözese Aachen. So bekleidete er unter anderem das Amt des Vorsitzenden des Diözesanrates, wirkte Anfang der 1970er Jahre beim Aufbau der Gemeinde St. Aposteln in der Neubausiedlung Branderhof in Aachen-Burtscheid mit und war langjähriger Syndikus des katholischen Marienhospitals Aachen.
Heinz Malangré engagierte sich für zahlreiche Sozialprojekte im Heiligen Land. 1974 wurde er von Kardinal-Großmeister Maximilien Kardinal de Fürstenberg zum Ritter des Ritterordens vom Heiligen Grab zu Jerusalem ernannt und am 4. Mai 1974 durch Lorenz Kardinal Jaeger, Großprior der deutschen Statthalterei, in den Päpstlichen Laienorden investiert; zuletzt hatte er den Rang eines Großkreuzritters inne.

## Ehrungen und Auszeichnungen
- 1974: Ritterschlag zum Ritter vom Heiligen Grab
- 1988: Ehrenbürger der RWTH Aachen für seine Verdienste um die RWTH Aachen[3]
- 1998: Großes Verdienstkreuz des Verdienstordens der Bundesrepublik Deutschland
- Ehrenpräsident der Industrie- und Handelskammer Aachen
- Ehrenvorsitzender des Verwaltungsrates des TÜV-Rheinland

## Schriften (Auswahl)
- Vom Sinai zum Areopag – Impressionen einer Reise durch Israel u. Griechenland, Butzon und Bercker, Kevelaer, 1983, ISBN 3-7666-9287-9
- Von Rom nach Assisi: franziskanische Impressionen, Butzon und Bercker, Kevelaer, 1985, ISBN 3-7666-9379-4
- Auf Pilgerfahrt nach Santiago de Compostela, Einhard-Verlag Aachen, 1987, ISBN 3-920284-27-5
- Variationen über einen Bootssteg, Einhard-Verlag-Aachen, 1988, ISBN 3-920284-39-9* Gestalten um Karl den Grossen, Einhard-Verlag-Aachen, 1989, ISBN 3-920284-50-X
- David Hansemann – 1790 – 1864 – Beweger und Bewahrer – Lebensbild und Zeitbilder, Einhard-Verlag-Aachen, 1991, ISBN 3-920284-54-2
- Nikolaus Cusanus begegnet Menschen von heute – vom Sehen Gottes und vom belehrten Nichtwissen, Einhard-Verlag-Aachen, 1999, ISBN 3-930701-52-9
- Aachen–Reims – Notizen zur Partnerschaft – zwei Krönungsstädte im Beziehungsspiel von deutsch-französischer Geschichte und Lebensart. Einhard-Verlag-Aachen, 2004, ISBN 3-923773-21-8
- Aus Trümmern zur Europastadt – Aachen von 1945 bis 2005, Einhard-Verlag-Aachen, 2005, ISBN 3-928272-73-X
- Blicke auf Europa. Seine Wurzeln, sein Stamm, seine Krone, EFF ESS Verlagsanstalt, Augsburg, 2011, ISBN 978-3-98050-56-3-5[4]

## Quelle
- Wer ist wer?: Das Deutsche who's who, Schmidt-Römhild 1998, Seite 920